# Сандра Сабаттіні
Сандра Сабаттіні (італ. Sandra Sabattini; 19 серпня 1961, Риччоне — 2 травня 1984, Болонья) — італійська студентка, блаженна католицької церкви.

## Життєпис
Сандра Сабаттіні народилася 19 серпня 1961 року в Риччоне в релігійній сім'ї. Коли їй було 4 роки, сім'я переїхала до парафіяльного будинку церкви святого Єроніма в Ріміні, де її дядько Джузеппе Боніні був парафіяльним священником. У десятирічному віці Сандра почала вести щоденник. У 12 років вона вступила до «Спільнота Папи Івана ХХІІІ» і почала брати активну участь у її формаційній програмі та харитативній діяльності. Після закінчення школи вступила на медичний факультет Болонського університету. Ще будучи підлітком, вона познайомилась з Ґвідо Россі, з яким заручилась, плануючи після весілля разом поїхати на місіонерську працю до Африки.
29 квітня 1984 року, коли Сандра виходила з машини, прямуючи на збори спільноти, на очах у нареченого її збила машина. Після трьох днів боротьби за життя Сандра Сабаттіні померла в лікарні 2 травня 1984 року.

## Беатифікаційний процес
Беатифікаційний процес на дієцезальному рівні тривав з 27 вересня 2006 року по 6 грудня 2008 року. 6 березня 2018 року Папа Франциск дав дозвіл на проголошення декрету про визнання Сандри Сабаттіні праведною слугинею Божою.
2 жовтня 2019 року Папа Франциск офіційно визнав зцілення італійця Стефано Віталі чудом за заступництвом Сандри, відкривши цим шлях до беатифікації. Беатифікаційні урочистості були заплановані на 14 червня 2020 року в Ріміні, проте через пандемію коронавірусу дату було перенесено. Сандра Сабаттіні була бетифікована 24 жовтня 2021 року в Ріміні.